# Liste der Městys in Tschechien
In der Liste der Městys in Tschechien sind sämtliche 232 Gemeinden (Obec) aufgeführt, denen seit 2006 der Status eines Městys verliehen wurde. Die Datumsangaben zeigen den Zeitpunkt der Wirksamkeit an.

## Geschichte
Seit dem 13. Jahrhundert bestand eine Unterscheidung zwischen Dörfern (Ves), Städten (Město) und Minderstädten (Městečko). Seit dem 16. Jahrhundert wurden die Minderstädte als Marktflecken (Městys) bezeichnet.
Bei der 1762 erfolgten Zählung im Königreich Böhmen wurden 465 Marktflecken ermittelt. Per 31. Oktober 1857 waren es 420 und am 29. September 1938 535 Městys. Letztmals wurde der Status eines Městys 1948 an Nový Hrozenkov verliehen. Seit dem Jahre 1954 wurde die Bezeichnung Městys nicht mehr verwendet.

## Erneuerter Status
Seit dem Jahre 2006 besteht nach dem § 3 Abs. 2 des Gesetzes über die Gemeinden in Tschechien der Status eines Městys wieder. Den Status vergibt der Vorsitzende des Abgeordnetenhauses auf Antrag der Gemeinde. Das Gesetz legt dafür keinerlei Kriterien fest, es wird lediglich eine Stellungnahme der Regierung gefordert. Seit dieser Zeit wurden fast ausschließlich Gemeinden zu Městys ernannt, die bereits vor 1954 diesen Status besaßen. Erstmals wurde am 11. November 2008 dieser Status an Ševětín neu vergeben.
Den Status eines Městys erhielten
- 10. Oktober 2006: 106 Gemeinden,[2] darunter waren auch Strmilov und Verneřice, die am 17. Oktober rückwirkend zum 10. Oktober zu Städten erhoben wurden.
- 31. Oktober 2006: 1 Gemeinde[3]
- 01. Dezember 2006: 14 Gemeinden[4]
- 23. Januar 2007: 19 Gemeinden[5]
- 12. April 2007: 17 Gemeinden[6]
- 29. Mai 2007: 3 Gemeinden[7]
- 22. Juni 2007: 8 Gemeinden[8]
- 23. Oktober 2007: 7 Gemeinden[9]
- 11. März 2008: 8 Gemeinden[10]
- 23. April 2008: 4 Gemeinden[11]
- 27. Juni 2008: 4 Gemeinden[12]
- 24. September 2008: 3 Gemeinden[13]
- 10. November 2008: 1 Gemeinde[14]
- 11. November 2008: 1 Neuvergabe[15]
- 23. Januar 2009: 3 Gemeinden[16]
- 31. März 2009: 2 Gemeinden[17]
- 23. April 2009: 2 Gemeinden[18]
- 17. September 2009: 1 Gemeinde[19]
- 01. April 2010: 1 Gemeinde[20]
- 25. Jänner 2011: 1 Gemeinde[21]
- 17. März 2011: 1 Gemeinde[22]
- 29. November 2011: 1 Gemeinde[23]
- 15. März 2012: 1 Gemeinde[24]
- 20. Mai 2014: 4 Gemeinden[25]
- 10. September 2014: 1 Gemeinde[26]
- 09. Oktober 2014: 1 Gemeinde[27]
- 09. Dezember 2015: 1 Gemeinde[28]
- 14. April 2016: 1 Gemeinde[29]
- 19. Oktober 2016: 1 Gemeinde[30]
- 17. Februar 2017: 1 Gemeinde[31]
- 16. März 2017: 1 Gemeinde[32]
- 06. Dezember 2017: 1 Gemeinde[33]
- 22. Oktober 2018: 2 Gemeinden[34][35]
- 16. Juni 2020: 1 Gemeinde[36]
- 9. Februar 2021: 1 Gemeinde[37]
- 9. Mai 2022: 1 Gemeinde[38]
- 1. September 2022: 1 Gemeinde[39]

## Alphabetische Übersicht
Es folgt eine alphabetische Übersicht aller 232 Městys in Tschechien (26. April 2024). Die deutschen Namen sind in Klammern angegeben:

### B
- Batelov (Battelau), seit 23. April 2008
- Běhařovice (Bieharschowitz), seit 31. März 2009
- Bernartice (Bernarditz), seit 10. September 2014
- Besednice (Bessenitz), seit 10. Oktober 2006
- Bezno (Besno), seit 11. März 2008
- Bílé Podolí (Weißpodol), seit 23. Januar 2007
- Blížkovice (Lispitz), seit 23. Januar 2007
- Bobrová (Bobrau), seit 10. Oktober 2006
- Bohdalov (Bochdalau), seit 12. April 2007
- Bojanov (Bojanau), seit 10. Oktober 2006
- Boleradice (Polehraditz), seit 1. Dezember 2006
- Borotín, seit 10. Oktober 2006
- Božejov (Boschejow), seit 10. Oktober 2006
- Brankovice (Brankowitz), seit 10. Oktober 2006
- Březno (Bschesno), seit 11. März 2008
- Březová (Briesau), seit 22. Oktober 2018
- Brodce, seit 27. Juni 2008
- Brodek u Prostějova (Prödlitz),  seit 10. Oktober 2006
- Brodek u Přerova (Brodek), seit 23. Jänner 2009
- Brozany nad Ohří (Brotzan), seit 23. Oktober 2007
- Buchlovice (Buchlowitz), seit 10. Oktober 2006
- Budišov (Budischau), seit 10. Oktober 2006

### C
- Čachrov (Tschachrau), seit 10. Oktober 2006
- Častolovice (Tschastolowitz), seit 10. Oktober 2006
- Čechtice (Tschechtitz),  seit 12. April 2007
- Cerhenice (Zerhenitz), seit 23. Januar 2007
- Cerhovice (Zerhowitz), seit 12. April 2007
- Černá Hora (Schwarzenberg), seit 10. Oktober 2006
- Černý Důl (Schwarzenthal), seit 11. März 2008
- Červené Pečky (Rotpetschkau), seit 10. Oktober 2006
- Česká Bělá (Böhmisch Bela), seit 10. Oktober 2006
- České Heřmanice (Böhmisch Hermanitz), seit 14. April 2016
- Český Šternberk (Böhmisch Sternberg), seit 10. Oktober 2006
- Čestice (Tschestitz), seit 10. Oktober 2006
- Chlum u Třeboně (Chlumetz), seit 10. Oktober 2006
- Chodová Planá (Kuttenplan), seit 23. Januar 2007
- Choltice (Choltitz), seit  1. Dezember 2006
- Chotětov (Kuttental), seit 12. April 2007
- Choustníkovo Hradiště (Gradlitz), seit 9. Mai 2022
- Chroustovice (Chraustowitz), seit 10. Oktober 2006
- Chudenice (Chudenitz), seit 10. Oktober 2006
- Cítoliby (Zittolieb),  seit 10. Oktober 2006

### D
- Dalešice (Dalleschitz), seit 10. Oktober 2006
- Davle (Dawle), seit 11. März 2008
- Deblín (Döbleins), seit 10. Oktober 2006
- Dešenice (Deschenitz), seit 10. Oktober 2006
- Divišov (Diwischau), seit 10. Oktober 2006
- Dolní Bukovsko (Unter Bukowsko), seit 12. April 2007
- Dolní Cerekev (Unter Zerekwe), seit 10. Oktober 2006
- Dolní Čermná (Niedertscherma), seit 17. September 2009
- Doubravice nad Svitavou (Doubrawitz an der Zwittawa), seit 10. Oktober 2006
- Doubravník (Doubrawnik),  seit 10. Oktober 2006
- Doudleby nad Orlicí (Daudleb an der Adler), seit 10. Oktober 2006
- Drahany (Drahan), seit 10. Oktober 2006
- Drásov (Drasow), seit 24. September 2008
- Dřevohostice (Drewohostitz), seit 23. April 2008
- Drnholec (Dürnholz), seit 10. Oktober 2006
- Dub, seit 10. Oktober 2006
- Dub nad Moravou (Dub an der March), seit 10. Oktober 2006
- Dyjákovice (Groß Tajax), seit 26. April 2024

### F
- Frymburk (Friedberg), seit 23. Januar 2007

### H
- Havlíčkova Borová (Borau), seit 10. Oktober 2006
- Heraltice (Heralditz), seit 12. April 2007
- Holany (Hohlen), seit 10. Oktober 2006
- Hořice na Šumavě (Höritz), seit 16. März 2017
- Hostomice (Hostomitz), seit 10. Oktober 2006
- Hustopeče nad Bečvou (Hustopetsch an der Betschwa), seit 10. Oktober 2006
- Hvězdlice (Wieslitz), seit 10. Oktober 2006

### J
- Jedovnice (Jedownitz), seit 23. Januar 2007
- Jimramov (Ingrowitz), seit 10. Oktober 2006
- Jince (Jinetz), seit 10. Oktober 2006

### K
- Kácov (Katzow), seit 1. Dezember 2006
- Kamenice (Kamenitz), seit 11. März 2008
- Karlštejn (Karlstein), seit 23. Januar 2007
- Katovice (Katowitz), seit 10. Oktober 2006
- Klenčí pod Čerchovem (Klentsch), seit 1. Dezember 2006
- Kněževes (Herrndorf), seit 23. Oktober 2007
- Knínice u Boskovic (Knienitz), seit 22. Juni 2007
- Kolinec (Kollinetz), seit 10. Oktober 2006
- Koloveč (Kollautschen), seit 23. April 2009
- Komárov (Komrau), seit 10. Oktober 2006
- Kounice (Kaunitz), seit 10. Oktober 2006
- Kovářská (Schmiedeberg), seit 24. April 2013
- Kralice na Hané (Kralitz in der Hanna),  seit 23. Januar 2007
- Křemže (Krems), seit 1. Dezember 2006
- Křinec (Kschinetz), seit 12. April 2007
- Křivoklát (Pürglitz), seit 1. Dezember 2006
- Křivsoudov (Kschiwsoudow), seit 23. Januar 2007
- Křižanov (Krisans), seit 10. Oktober 2006
- Křtiny (Kiritein), seit 1. Dezember 2006
- Krucemburk (Kreuzberg), seit 10. Oktober 2006
- Kunvald (Kunwald), seit 11. März 2008

### L
- Lázně Toušeň (Tauschim), seit 10. Oktober 2006
- Ledenice (Ledenitz), seit 22. Juni 2007
- Levín (Lewin), seit 10. Oktober 2006
- Lhenice (Elhenitz), seit 10. Oktober 2006
- Libice nad Doubravou (Libitz an der Doubrawa), seit 10. Oktober 2006
- Liblín (Liblin), seit 18. April 2014
- Libštát (Liebstadtl), seit 20. März 2014
- Liteň (Litten), seit 10. Oktober 2006
- Litenčice (Litentschitz), seit 23. Oktober 2007
- Litultovice (Leitersdorf), seit 12. April 2007
- Lomnice (Lomnitz), seit 10. Oktober 2006
- Loučeň (Lautschin), seit 10. Oktober 2006
- Louňovice pod Blaníkem (Launowitz), seit 23. Januar 2007
- Luka nad Jihlavou (Wiese an der Igel), seit 10. Oktober 2006
- Lukavec (Lukawetz), seit 10. Oktober 2006
- Lukov (Luggau), seit 24. September 2008
- Lysice (Lissitz), seit 23. Oktober 2007

### M
- Machov (Machau), seit 10. Oktober 2006
- Malešov (Maleschau),  seit 10. Oktober 2006
- Malšice (Malschitz), seit 27. Juni 2008
- Maršovice (Marschowitz), seit 10. Oktober 2006
- Měcholupy (Michelob), seit 15. Februar 2017
- Medlov (Mödlau), seit 10. Oktober 2006
- Měřín (Wollein), seit 10. Oktober 2006
- Mikulovice (Niklowitz), seit 27. Juni 2008
- Mladé Buky (Jungbuch), seit 10. Oktober 2006
- Mladkov (Wichstadtl), seit 22. Oktober 2018
- Mlázovice (Mlasowitz), seit 12. April 2007
- Mohelno, seit 12. April 2007
- Moravská Nová Ves (Mährisch Neudorf), seit 12. April 2007
- Mrákotín (Mrakotin), seit 23. Januar 2007
- Mšec (Kornhaus), seit 10. Oktober 2006

### N
- Načeradec (Natscheradetz), seit 17. Oktober 2012
- Náměšť na Hané (Namiescht in der Hanna), seit 23. Januar 2007
- Nedvědice (Nedwieditz),  seit 10. Oktober 2006
- Nehvizdy (Groß Nechwist),  seit 10. Oktober 2006
- Nepomyšl (Pomeisl),   seit 10. Oktober 2006
- Netvořice (Networschitz),   seit 10. Oktober 2006
- Neustupov (Neustupow), seit 10. Oktober 2006
- Nezamyslice (Nesamislitz), seit 10. Oktober 2006
- Nosislav (Nußlau),  seit 23. Oktober 2007
- Nová Cerekev (Neu Zerekwe), seit 10. Oktober 2006
- Nová Říše (Neureisch), seit 17. März 2011
- Nové Dvory (Neuhof), seit 4. März 2014
- Nové Veselí (Neuwesseln), seit 10. Oktober 2006
- Nový Hrádek (Neubürgles),  seit 10. Oktober 2006
- Nový Hrozenkov (Neutraubendorf)  seit 31. Oktober 2006
- Nový Rychnov (Neureichenau), seit 27. Juni 2008

### O
- Okříšky (Kleinwartenberg), seit 29. Mai 2007
- Olbramkostel (Wolframskirchen), seit 10. Oktober 2006
- Olbramovice (Wolframitz), seit 23. Oktober 2007
- Oleksovice (Groß Olkowitz), seit 31. März 2009
- Opatov (Oppatau), seit 10. Oktober 2006
- Ostrov nad Oslavou (Ostrau an der Oslawa), seit 1. Dezember 2006
- Ostrov u Macochy  (Bretterschlag), seit 10. Oktober 2006
- Ostrovačice (Schwarzkirchen),  seit 10. Oktober 2006
- Osvětimany (Oswietiman), seit 12. April 2007

### P
- Panenský Týnec (Jungfernteinitz), seit 10. Oktober 2006
- Pavlíkov (Paulshof), seit 29. Mai 2007
- Pecka (Petzka),  seit 22. Juni 2007
- Peruc (Perutz), seit 1. Dezember 2006
- Plaňany (Planian), seit 10. Oktober 2006
- Podhradí (Podhrad), seit 23. Januar 2007
- Polešovice (Polschitz), seit 22. Juni 2007
- Pozlovice (Poslowitz), seit 23. April 2008
- Pozořice (Posorschitz), seit 10. Oktober 2006
- Přídolí (Priethal), seit 23. April 2009
- Prosiměřice (Proßmeritz), seit 10. Oktober 2006
- Protivanov (Protiwanow),  seit 10. Oktober 2006

### R
- Radiměř (Rothmühl), seit 1. September 2022
- Radomyšl (Radomischl), seit 10. Oktober 2006
- Radostín nad Oslavou (Radostin), seit 16. Juni 2020
- Rataje nad Sázavou (Ratais an der Sasau), seit 1. Dezember 2006
- Ročov (Rotschau), seit 10. Oktober 2006
- Rokytnice nad Rokytnou (Roketnitz), seit 23. Jänner 2009

### S
- Šatov (Schattau), seit  22. Juni 2007
- Senomaty (Senomat), seit 10. Oktober 2006
- Sepekov (Sepekau), seit 10. Oktober 2006
- Ševětín (Schewerin), seit 11. November 2008
- Škvorec (Skworetz), seit 10. Oktober 2006
- Slabce (Slabetz), seit 29. Mai 2007
- Slavětín (Slawietin), seit 10. Oktober 2006
- Sloup, seit 23. Januar 2007
- Sněžné (Niemetzke), seit 12. April 2007
- Sovínky (Sowinek), seit 10. Oktober 2006
- Spálov (Sponau), seit 1. Dezember 2006
- Stádlec (Stachletz), seit 21. Januar 2011
- Stará Říše (Altreisch), seit 23. Januar 2007
- Staré Město pod Landštejnem (Altstadt), seit 6. Dezember 2017
- Stařeč (Startsch), seit 12. April 2007
- Štěchovice (Stiechowitz), seit 10. Oktober 2006
- Štěkeň (Steken), seit 12. April 2007
- Štěpánov nad Svratkou (Stiepanau), seit 24. Januar 2014
- Štítary (Schiltern), seit 10. Oktober 2006
- Štoky (Stecken),  seit 10. Oktober 2006
- Stonařov (Stannern),  seit 10. Oktober 2006
- Stráž (Neustadtl),  seit 23. Januar 2007
- Strážek (Straschkau), seit 10. Oktober 2006
- Strážný (Kuschwarda), seit 1. April 2010
- Strunkovice nad Blanicí (Strunkowitz an der Flanitz), seit 10. Oktober 2006
- Suchdol, seit 15. März 2012
- Suchdol nad Odrou (Zauchtel), seit 10. Oktober 2006
- Švábenice (Schwabendorf), seit 23. April 2008
- Svatava (Zwodau), seit 11. März 2008
- Svitávka (Zwittales), seit 10. Oktober 2006
- Svojanov (Swojanow),  seit 10. Oktober 2006

### T
- Tištín (Tischtin), seit 23. Januar 2007
- Trhová Kamenice (Markt Kamnitz), seit 10. Oktober 2006
- Troskotovice (Treskowitz), seit 23. Oktober 2007

### U
- Uhelná Příbram (Kohlpibrans), seit 10. Oktober 2006
- Úsobí (Pollerskirchen),  seit 22. Juni 2007

### V
- Včelákov (Tschelakow), seit 10. Oktober 2006
- Velké Němčice (Groß Niemtschitz), seit 1. Dezember 2006
- Velké Poříčí (Groß Poric), seit 10. Oktober 2006
- Velký Újezd (Groß Aujest), seit 12. April 2007
- Velký Vřešťov (Markt Bürglitz), seit 9. Oktober 2014
- Vémyslice (Weimißlitz), seit 1. Dezember 2006
- Větrný Jeníkov (Windig Jenikau), seit 23. Januar 2009
- Vilémov (Wilimow), seit 10. Oktober 2006
- Višňové (Wischenau), seit 23. Januar 2007
- Vladislav (Wladislau), seit 10. Oktober 2006
- Vojnův Městec (Münchsberg),  seit 23. Januar 2007
- Vranov nad Dyjí (Frain),  seit 10. Oktober 2006
- Vraný (Wrana), seit 10. Oktober 2006
- Vratěnín (Fratting), seit 9. Februar 2021
- Vrchotovy Janovice (Markt Janowitz), seit 22. Juni 2007
- Všeruby (Neumark), seit 11. März 2008
- Všetaty (Wschetat), seit 10. Oktober 2006
- Vysoký Chlumec (Hoch Chlumetz), seit 29. November 2011

### Z
- Zápy (Saap), seit 10. Oktober 2006
- Zásada (Sassadel), seit 10. Oktober 2006
- Zdislava (Schönbach), seit 19. Oktober 2016
- Zdislavice (Sdislawitz), seit 1. Dezember 2006
- Žehušice (Sehuschitz),  seit 10. Oktober 2006
- Želetava (Selletau), seit 24. April 2013
- Žernov (Schernau), seit 9. Dezember 2015
- Žinkovy (Schinkau), seit 10. Oktober 2006
- Zlonice (Slonitz), seit 12. April 2007
- Žumberk (Schumberg) seit 22. Juni 2007
- Zvíkovec (Swikowetz) sei 10. November 2008